# Staatliche Kunsthalle Karlsruhe

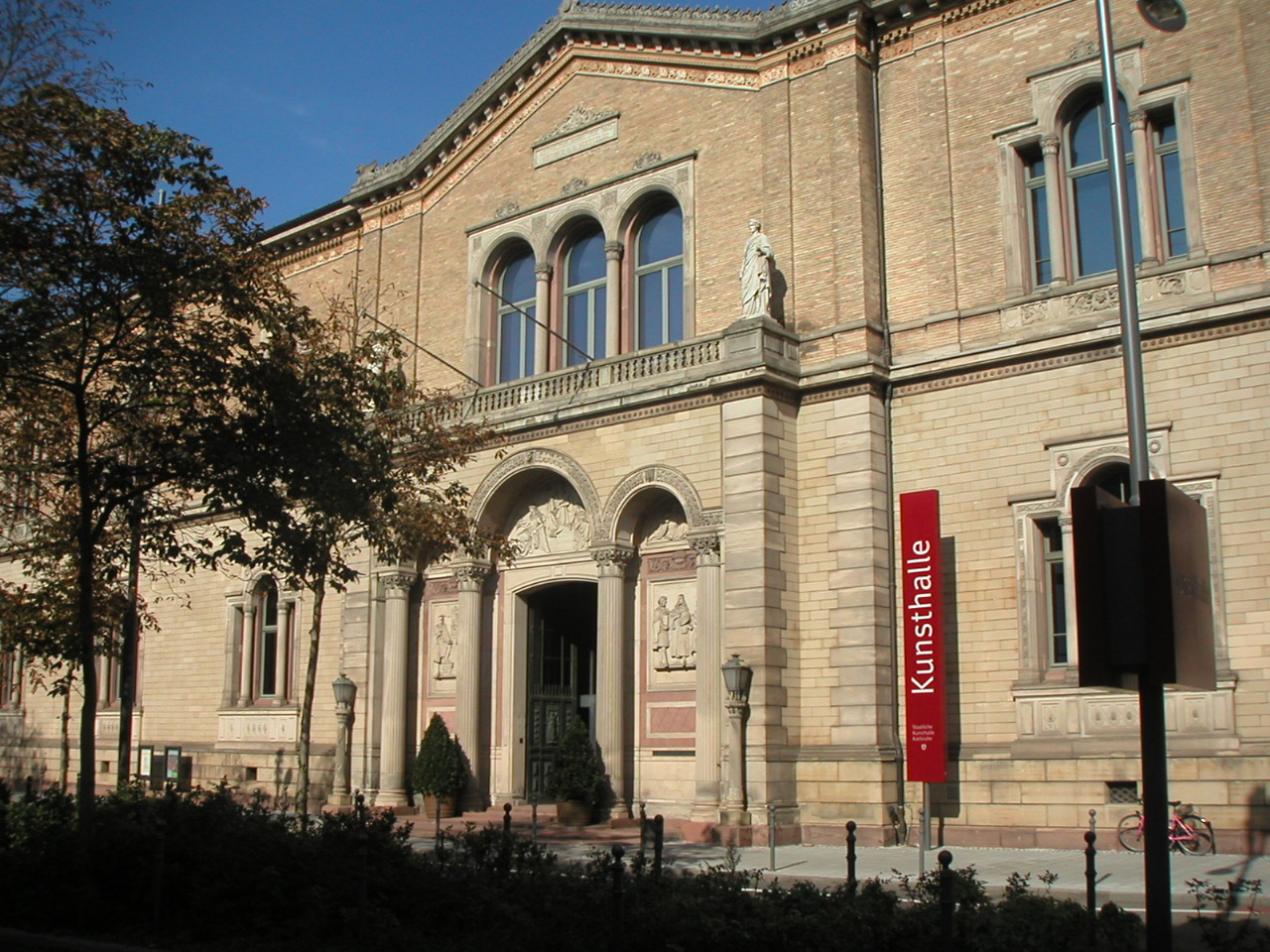
Hauptfassade der Kunsthalle von Heinrich Hübsch

Die Staatliche Kunsthalle Karlsruhe ist ein Museum der Bildenden Kunst und beherbergt Gemälde von vornehmlich deutschen, französischen, flämische und niederländischen Meistern aus insgesamt acht Jahrhunderten.
Das von Heinrich Hübsch in den Jahren 1836 bis 1846 als Großherzogliche Gemäldegalerie errichtete und in mehreren Ausbauphasen erweiterte Gebäude gehört zu den ältesten Museumsbauten Deutschlands. Eigens geschaffen wurde es für die umfangreiche Kunstsammlung des badischen Fürstenhauses, deren Grundstock das sogenannte Mahlerey-Cabinet der Markgräfin Karoline Luise (1723–1783) bildet.

## Gebäude
Der Gebäudekomplex war zunächst als Vierflügelanlage konzipiert, wurde schließlich jedoch in Form eines zweigeschossigen Haupttrakts im Rundbogenstil realisiert. Die Hauptfassade zeigt eine Kombination verschiedenartiger Materialien. Erweitert wurde der Bau im Rahmen mehrerer Ausbauphasen, an denen u. a. die Architekten Josef Durm und Heinrich Amersbach beteiligt waren. Die beiden auf Franz Xaver Reich  (1815–1881) zurückgehenden Marmorstatuen auf dem Balkon stellen Allegorien der Hauptgattungen der Sammlung, zur linken Malerei, zur rechten Bildhauerei, dar. Weiterhin sind in dem reich gestalteten ikonographischen Programm Reichs, das auf die Funktion des Baus als Mehrspartenmuseum verweist, sinnträchtige Reliefs und Skulpturen auszumachen, die mitunter auf Michelangelo und Raffael, Dürer, Hans Holbein d. J. und Peter Vischer d. Ä. rekurrieren. Das Gebäude wurde im Zweiten Weltkrieg vor allem im Bereich der Dächer schwer beschädigt. Dabei wurden auch die Fresken Moritz von Schwinds im Treppenhaus in Mitleidenschaft gezogen. Der alte Akademiebau, der einen Flügel des Gebäudekomplexes bildete, war so weitgehend zerstört, dass er nicht wieder aufgebaut werden konnte. An seiner Stelle erhielt die Kunsthalle unter Leitung des Architekten Heinz Mohl 1990 den jüngsten Erweiterungstrakt.
Seit 1890 wird die benachbarte Orangerie für die Ausstellung zeitgenössischer Kunst genutzt. Zwischen ihr und Hauptgebäude liegt an der Hans-Thoma-Straße die ebenfalls von Heinrich Hübsch erbaute ehemalige Villa des Gartendirektors, die seit 2009 die „Junge Kunsthalle“ beherbergt. Angrenzend an den Gebäudekomplex befinden sich der Botanische Garten der Stadt Karlsruhe und das Bundesverfassungsgericht.
Seit dem 1. November 2021 sind die drei Gebäude der Staatlichen Kunsthalle Karlsruhe sanierungsbedingt geschlossen. Seit April 2023 ist eine Sammlungspräsentation im ZKM Karlsruhe zu sehen.

## Sammlung

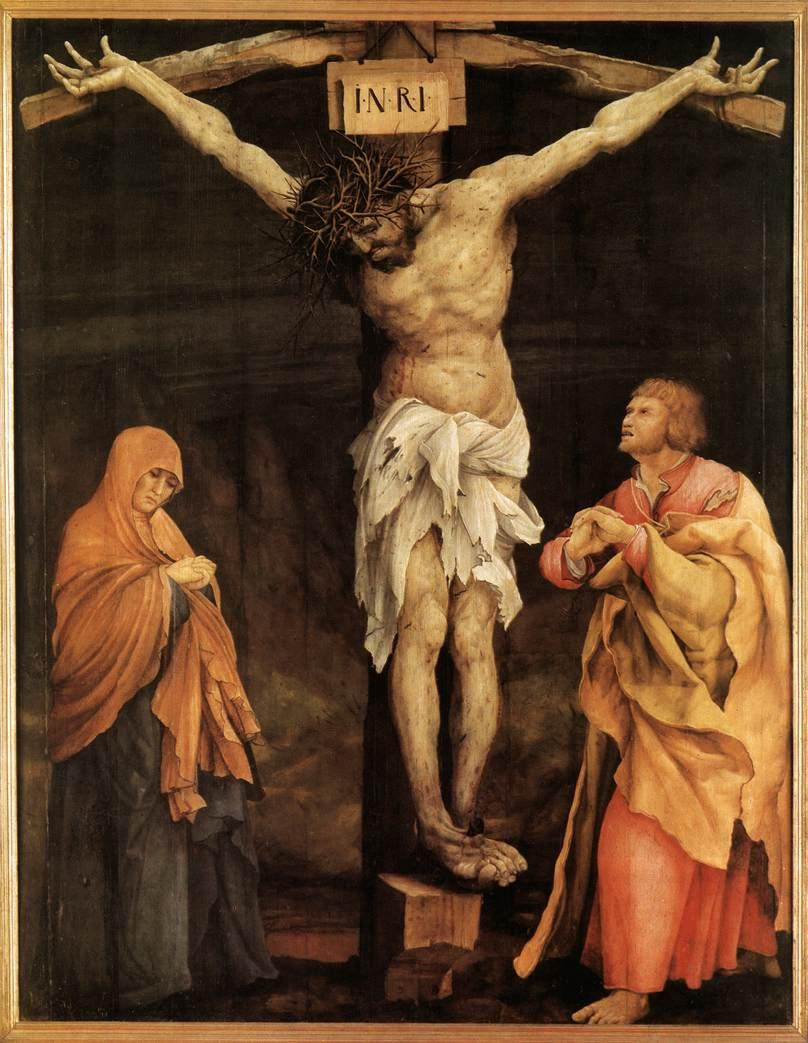
Matthias Grünewald: Kreuzigung, 1523/1524

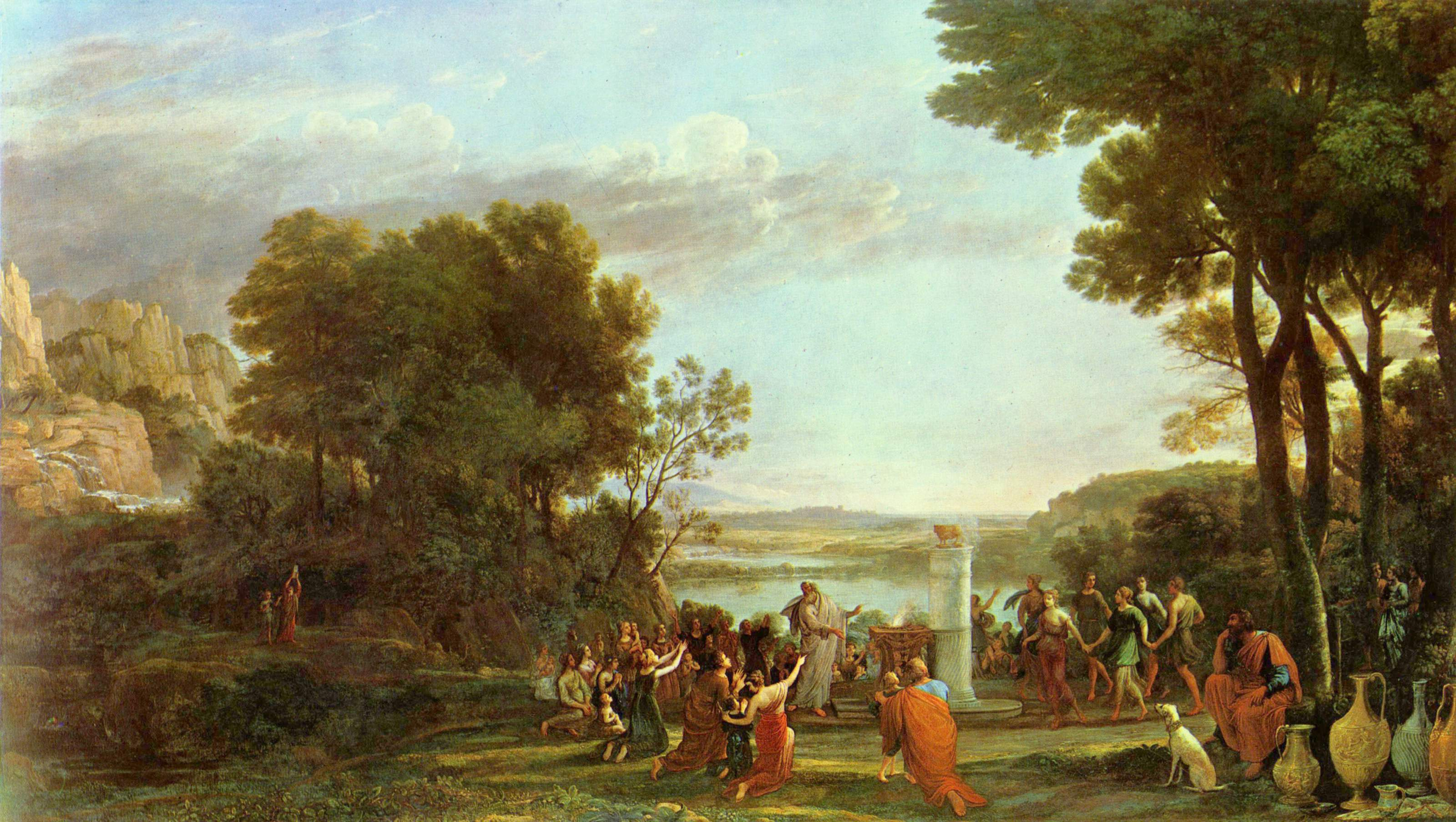
Claude Lorrain: Die Anbetung des Goldenen Kalbes, 1653

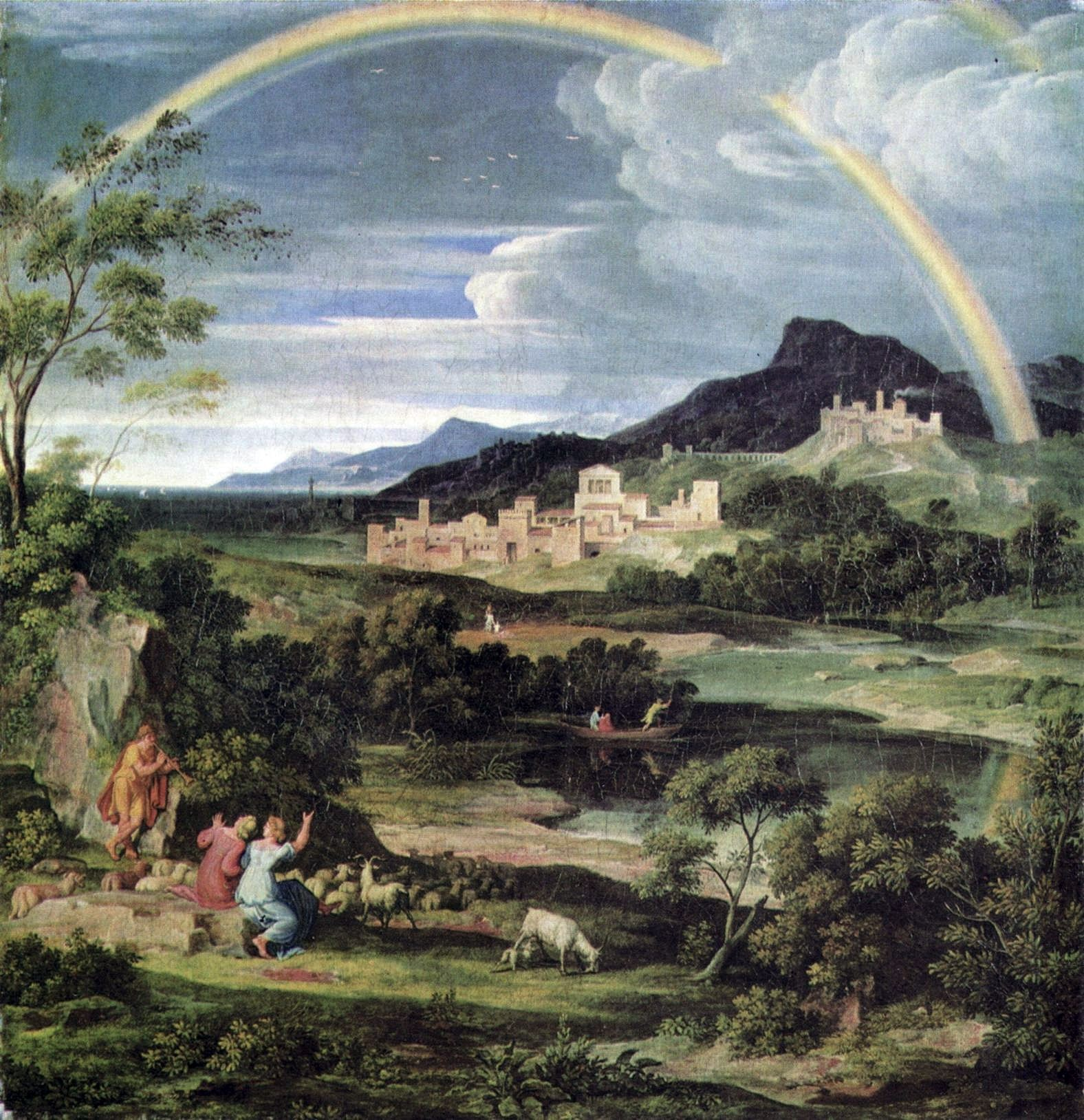
Joseph Anton Koch: Heroische Landschaft mit Regenbogen, 1805

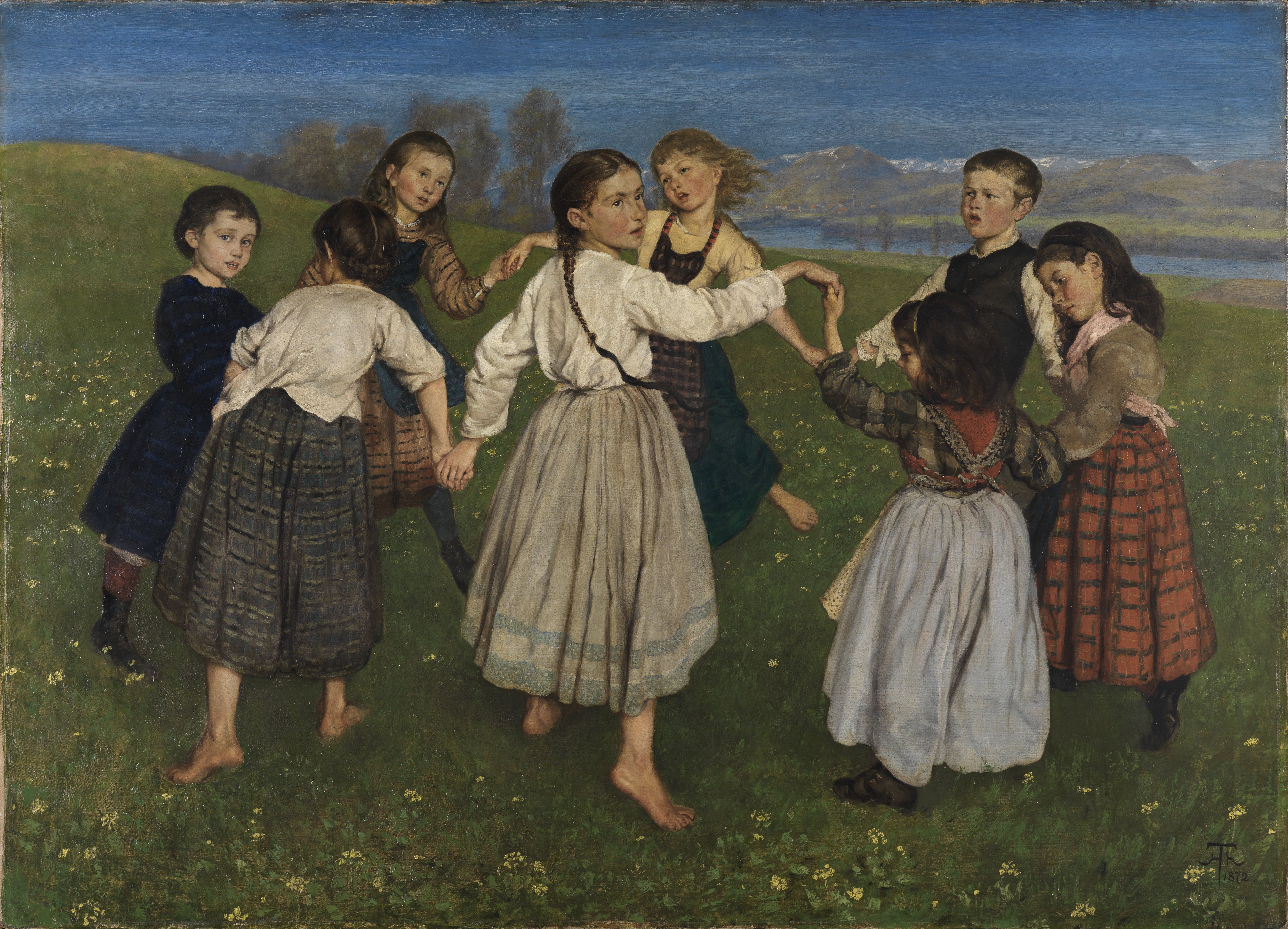
Hans Thoma: Kinderreigen, 1872

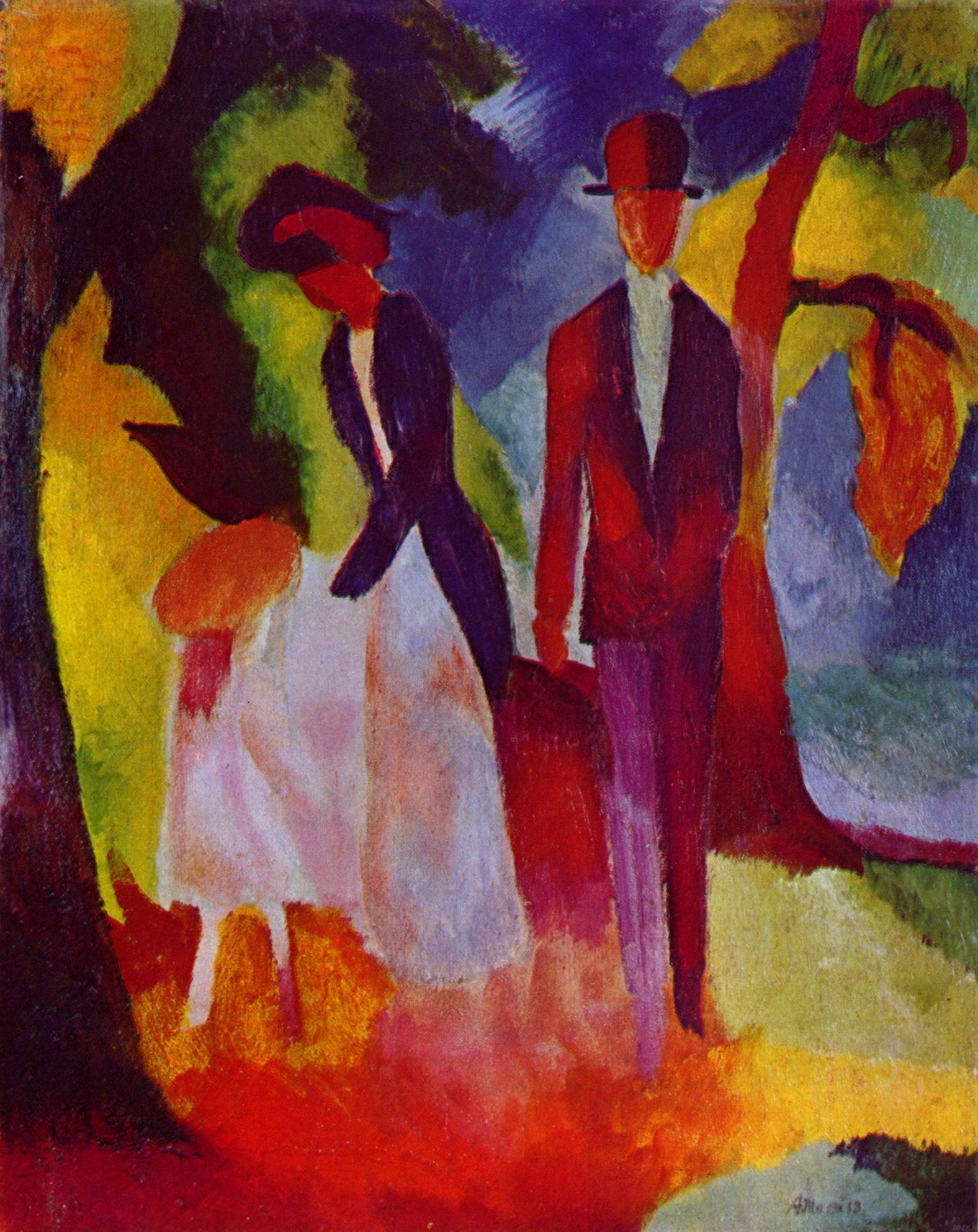
August Macke: Leute am blauen See, 1913

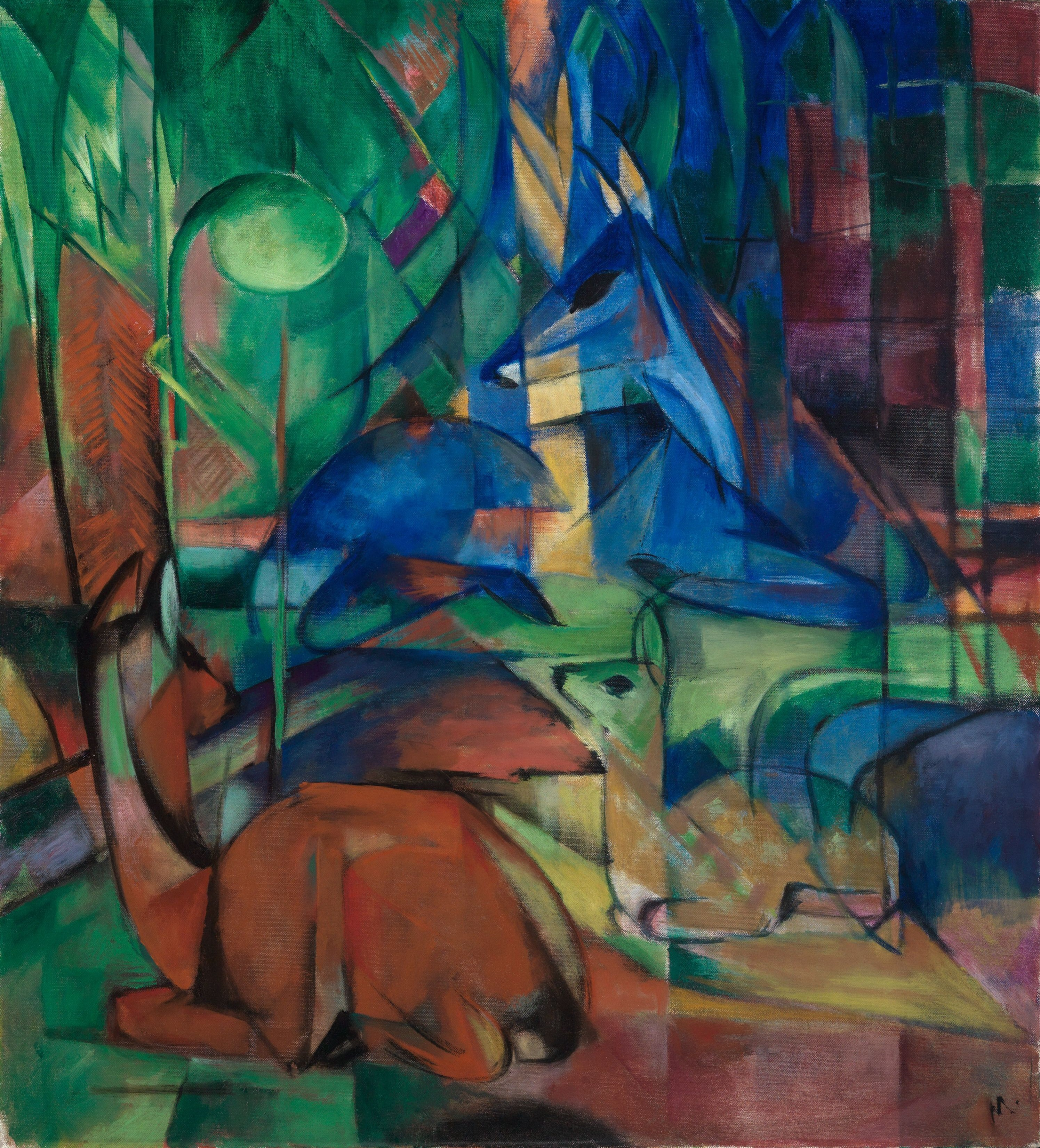
Franz Marc: Rehe im Walde II, 1914

Den Grundstock der Sammlung bilden 205 meist französische und niederländische Gemälde des 17. und 18. Jahrhunderts, welche Markgräfin Karoline Luise zwischen 1759 und 1776 erwarb. Aus dieser Sammlung stammen bedeutende Arbeiten, wie das Bildnis eines jungen Mannes von Frans van Mieris dem Älteren, die Winterlandschaft mit Kalkofen von Nicolaes Pieterszoon Berchem, Die Spitzenklöpplerin von Gerard Dou, das Stillleben mit Jagdgeräten und totem Rebhuhn von Willem van Aelst, Der Friede im Hühnerhof von Melchior de Hondecoeter sowie ein Selbstbildnis von Rembrandt van Rijn. Hinzu kommen vier Stillleben von Jean Siméon Chardin und zwei Schäferszenen von François Boucher, die die Markgräfin bei Künstlern direkt in Auftrag gegeben hatte.
Eine erste wesentliche Erweiterung erhielt das Museum 1858 durch die Sammlung des Domkapitulars Johann Baptist von Hirscher (1788–1865) mit Werken religiöser Kunst des 15. und 16. Jahrhunderts. Zu dieser Gruppe gehören Werke wie zwei Tafeln des Sterzinger Altars und das Flügelfragment Der sakramentale Segen von Bartholomäus Zeitblom. Von 1899 bis 1920 bekleidete der aus Baden stammende Maler Hans Thoma die Position des Direktors der Kunsthalle. Er erwarb altmeisterliche Gemälde wie den Tauberbischofsheimer Altar von Matthias Grünewald und trieb den Ausbau der Sammlung mit Kunst des 19. Jahrhunderts voran. Erst seine Nachfolger erweiterten die Bestände der Kunsthalle um Werke des Impressionismus und der folgenden Künstlergenerationen.
Die Dauerausstellung im Hauptgebäude umfasst rund 800 Gemälde und Skulpturen. Zu den herausragenden Kunstwerken der Abteilung deutsche Maler der Spätgotik und Renaissance gehören der Christus als Schmerzensmann von Albrecht Dürer, die Kreuztragung und Kreuzigung von Matthias Grünewald, Maria mit dem Kinde von Lucas Cranach dem Älteren, das Bildnis Sebastian Brants von Hans Burgkmair dem Älteren und die Die Geburt Christi von Hans Baldung. Dessen Markgrafentafel geriet durch Eigentumsstreitigkeiten 2006 in die Schlagzeilen und führte auch zu politischen Auseinandersetzungen. Einer der größten Ankaufserfolge, welche ein deutsches Museum in der Nachkriegszeit verbuchen konnte, betrifft den sukzessiven Erwerb von sechs der sieben bekannten Tafeln eines Passionsaltars um 1450 – der Notname des Malers nach diesem Werk „Meister der Karlsruher Passion“ – eine siebte Tafel befindet sich in deutschem öffentlichen Besitz (Wallraf-Richartz Museum, Köln).
In der Abteilung niederländischer und flämischer Malerei des 16. Jahrhunderts finden sich, neben den erwähnten Werken, das Bildnis der Marchesa Veronica Spinola Doria von Peter Paul Rubens, Moses schlägt Wasser aus dem Felsen von Jacob Jordaens, das Stillleben mit Küchengeräten und Lebensmitteln von Frans Snyders, das Dorffest von David Teniers dem Jüngeren, das Stillleben mit Zitrone, Orangen und gefülltem Römer von Willem Kalf, ein Junges Paar beim Frühstück von Gabriel Metsu, Im Schlafzimmer von Pieter de Hooch, die Große Baumgruppe am Wasser von Jacob Izaaksoon van Ruisdael, eine Flusslandschaft mit Melkerin von Aelbert Jacobsz. Cuyp sowie ein Augenbetrüger-Stillleben von Samuel van Hoogstraten.
Weitere Beispiele französischer Malerei des 17. bzw. 18. Jahrhunderts sind Die Anbetung des Goldenen Kalbes von Claude Lorrain, die Vorbereitung zur Tanzstunde der Brüder Le Nain, das Bildnis des Marschalls Charles-Auguste de Matignon von Hyacinthe Rigaud, das Bildnis eines jungen Edelmannes im Jagdkostüm von Nicolas de Largillière, Der Sturm von Claude Joseph Vernet und Das Menuett von Nicolas Lancret. Aus dem 19. Jahrhundert finden sich mit Felsiges Waldtal bei Cività Castellana von Gustave Courbet, Die Beweinung Christi von Eugène Delacroix, dem Kinderbildnis Le petit Lange von Édouard Manet,  dem Bildnis der Madame Jeantaud von Edgar Degas, dem Landschaftsbild Junimorgen bei Pontoise von Camille Pissarro, Häuser in Le Pouldu von Paul Gauguin und Blick auf das Meer bei L’Estaque von Paul Cézanne weitere Arbeiten französischer Künstler in der Kunsthalle.
Einen Schwerpunkt der Sammlung bildet die deutsche Malerei und Skulptur des 19. Jahrhunderts. Von Joseph Anton Koch besitzt die Kunsthalle eine Heroische Landschaft mit Regenbogen, von Georg Friedrich Kersting das Gemälde Der Maler Gerhard Kügelgen in seinem Atelier, von Caspar David Friedrich das Landschaftsbild Felsenriff am Meeresstrand und von Karl Blechen den Blick auf das Kloster Santa Scolastica. Weitere bedeutende Werke dieser Abteilung sind Die Störung von Adolph Menzel sowie das Jugendliche Selbstbildnis, das Bildnis Nanna Risi und Das Gastmahl des Plato von Anselm Feuerbach.
Für die Präsentation des Werkkomplexes von Hans Thoma wurde 1909 in der Kunsthalle ein ganzer Gebäudetrakt errichtet. Hauptwerke des Künstlers sind etwa das Genrebild Die Geschwister sowie die, im Auftrag der großherzöglichen Familie geschaffene, Thoma-Kapelle mit ihren religiösen Themen.
Von den deutschen Zeitgenossen Hans Thomas sind Max Liebermann mit Am Strand von Noordwijk und Lovis Corinth mit einem Bildnis seiner Frau im Museum vertreten. Darüber hinaus besitzt die Kunsthalle Werke von Ferdinand Georg Waldmüller, Carl Spitzweg, Arnold Böcklin, Hans von Marées, Wilhelm Leibl, Fritz von Uhde, Wilhelm Trübner und Max Klinger.
Die umfangreiche Sammlung der klassischen Moderne erlitt in der Nazi-Zeit große Verluste. 1937 wurden in der Aktion „Entartete Kunst“ eine große Zahl von Arbeiten von W. Antes, August Babberger, Ernst Barlach, Willi Baumeister, Max Beckmann, Emil Bizer, Heinrich Campendonk, Lovis Corinth, Heinrich Maria Davringhausen, Karl Dillinger, Otto Dix, Heinrich Eberhard, Adolf Erbslöh, Lyonel Feininger, Conrad Felixmüller, Oskar Fischer, Xaver Fuhr, Rudolf Großmann, George Grosz, Erich Heckel, Karl Hofer, Karl Hubbuch, Hanns Ludwig Katz, Ida Kerkovius, Ernst Ludwig Kirchner, Paul Klee, Moissey Kogan, Oskar Kokoschka, Franz Marc, Ludwig Meidner, Otto Mueller, Otto Neumann (1885–1975), Emil Nolde, Wilfried Otto (1901–1989), Max Pechstein, Pablo Picasso, Emy Roeder, Christian Rohlfs, Edwin Scharff, Theodor Schindler, Rudolf Schlichter, Karl Schmidt-Rottluff, Georg Scholz und Wladimir Zabotin beschlagnahmt und zum größten Teil vernichtet.
Im Gebäude der benachbarten Orangerie sind Werke der Sammlung und Neuankäufe aus den Jahren nach 1952 zu sehen. In zwei integrierten Grafikkabinetten gibt das Kupferstichkabinett Einblick in seinen Bestand zeitgenössischer Kunst auf Papier. Aus der Zeit nach 1945 finden sich die Arbeiten Araber mit Fußspuren von Jean Dubuffet, Schwammrelief >RE 48:Sol.1960< von Yves Klein, Ehrung des Quadrates: Gelbes Zentrum von Josef Albers, das Stadtbild F von Gerhard Richter und die Fixe Idee von Georg Baselitz in der Kunsthalle.
Die Sammlung der Klassischen Moderne wanderte in das Hauptgebäude. Beispiele für Gemälde aus der Zeit bis 1945 sind Der Eiffelturm von Robert Delaunay, die Improvisation 13 von Wassily Kandinsky, Rehe im Walde II von Franz Marc, Leute am blauen See von August Macke, das Selbstbildnis Der Maler von Ernst Ludwig Kirchner, das Merzbild 21b von Kurt Schwitters, Der Wald von Max Ernst, Torturm II von Lyonel Feininger, Die Sieben Todsünden von Otto Dix und der Abtransport der Sphinxe von Max Beckmann.
Darüber hinaus zeigt das Museum regelmäßig Sonderausstellungen.

## Kupferstichkabinett
Vor rund 350 Jahren begann Markgraf Friedrich V. von Baden-Durlach, Zeichnungen und druckgraphische Blätter zu sammeln. Damit legte er den Grundstein für eine der ältesten, bis heute fortlaufend gewachsenen Graphiksammlungen Europas, das Karlsruher Kupferstichkabinett. Mit seinen rund 90.000 Werken besitzt das Kabinett einen herausragenden Bestand der Druckgraphik vom 15. Jahrhundert bis zur Gegenwart.
Alle drei Monate stellt die Kunsthalle „Das besondere Blatt“ aus, ein ausgewähltes Werk aus dem Kupferstichkabinett, das im Vorlegesaal präsentiert wird.
Im Frühjahr 2014 entdeckte ein Praktikant, der seinerzeit zwanzigjährige Abiturient Georg Kabierske, zwei Alben mit insgesamt 297 Zeichnungen und Grafiken Giovanni Battista Piranesis und seines Umfeldes, die bis dahin Friedrich Weinbrenner zugeordnet waren. Über diese hinaus existierten zu diesem Zeitpunkt weltweit geschätzt zwischen 500 und 600 Exemplare von Piranesi und seiner Werkstatt.

## Junge Kunsthalle
Die Junge Kunsthalle, Kinder- und Jugendmuseum der Staatlichen Kunsthalle Karlsruhe, zählt zu den ältesten seiner Art in Deutschland. 1973 lockte die erste Ausstellung „Museum macht Spaß“ junge Besucher zu Alten Meistern. Fortan folgten Jahr für Jahr eine oder auch mehrere Ausstellungen für das junge Publikum.
Kunst- und kulturhistorische Inhalte vom Mittelalter bis zur Gegenwart, immer in Beziehung zu den Originalen der Sammlung betrachtet, werden hier methodisch so aufgearbeitet, dass Kindern und Jugendlichen Spaß macht, sich diese selbst zu erschließen. Junge Menschen werden hier früh mit Kunst und Kultur in Berührung gebracht und erfahren dabei Kultur als Teil ihrer eigenen Identität. Abhängig von der jeweiligen Ausstellung knüpfen unterschiedliche Lern- und Spielbereiche an die Lebenswelt der Kinder und Jugendlichen an. Wissen wird spielerisch vermittelt.
Bis 2005 war das Kindermuseum in einem der Kopfbauten der Orangerie untergebracht. Die Neugestaltung der Orangerie bedingte eine zwischenzeitliche Unterbringung im Hauptgebäude bis zum Umbau der dafür vorgesehenen Räumlichkeiten. Ende Februar 2009 konnte das Kindermuseum unter dem neuen Namen „Junge Kunsthalle“ eigene Räume im Erdgeschoss der ehemaligen Villa des Gartendirektors an der Hans-Thoma-Straße beziehen.
Die Junge Kunsthalle ist auch während der sanierungsbedingten Schließzeit von Hauptgebäude und Orangerie der Staatlichen Kunsthalle Karlsruhe geöffnet. Es finden weiterhin wechselnde Ausstellungen statt.

## Sammlungen im Internet
Im Januar 2012 wurde ein großer Teil des Sammlungsbestandes online gestellt und ist somit dort recherchierbar. 2019 wurde die Online-Sammlung weiterentwickelt und verfügt seitdem über tiefergehende Informationen und Texte zu den Highlight-Werken. Seit 2020 steht die Online-Anwendung Art of für die unter CC0-Lizenzen stehenden Werkabbildungen zur Verfügung.

## Direktoren
- Wilhelm Lübke (1880–1893)
- Hans Thoma (1899–1920)
- Willy Storck (1920–1927)
- Lilli Fischel (1927–1933, kommissarisch)
- Hans Adolf Bühler (1933–1934)
- Kurt Martin (1934–1956)
- Jan Lauts (1956–1973)
- Horst Vey (1973–1995)
- Klaus Schrenk (1995–2009)
- Pia Müller-Tamm (2009–2023)
- Frédéric Bußmann (seit 1. August 2023)[6]

## Filme
- Staatliche Kunsthalle Karlsruhe (= Museums-Check. Folge 33). Reportage, 30 Min., Moderation: Markus Brock, Produktion: 3sat. Erstausstrahlung: 12. Juli 2015.[7]